# Greg Mottola
Greg Mottola, all'anagrafe Gregory J. Mottola (Dix Hills, 11 luglio 1964), è un regista e sceneggiatore statunitense.

## Biografia
Mottola è nato e cresciuto a Dix Hills, nello stato di New York, da una famiglia di religione cattolica e di origini italiane ed irlandesi. Ha ricevuto un Bachelor of Fine Arts all'Università Carnegie Mellon e un Master of Fine Arts presso la Columbia University.
Debutta alla regia nel 1996 con il film indipendente L'amante in città, negli anni successivi ha lavorato per la televisione, dirigendo alcuni episodi di serie TV come Undeclared, Arrested Development - Ti presento i miei e The Comeback. Come attore è apparso nei film di Woody Allen Celebrity e Hollywood Ending. Nel 2007 torna alla regia cinematografica, dirigendo la commedia Su×bad - Tre menti sopra il pelo, su una sceneggiatura di Seth Rogen e Evan Goldberg. Nel 2009 dirige un'altra commedia Adventureland, con Ryan Reynolds e Kristen Stewart.

## Filmografia
- L'amante in città (The Daytrippers) (1996)
- Su×bad - Tre menti sopra il pelo (Superbad) (2007)
- Adventureland (2009)
- Paul (2011)
- Le idee esplosive di Nathan Flomm (Clear History) – film TV (2013)
- Le spie della porta accanto (Keeping Up with the Joneses) (2016)
- Confess, Fletch (2022)